# وویشخ کازیمیرسکی-بیبرشتین

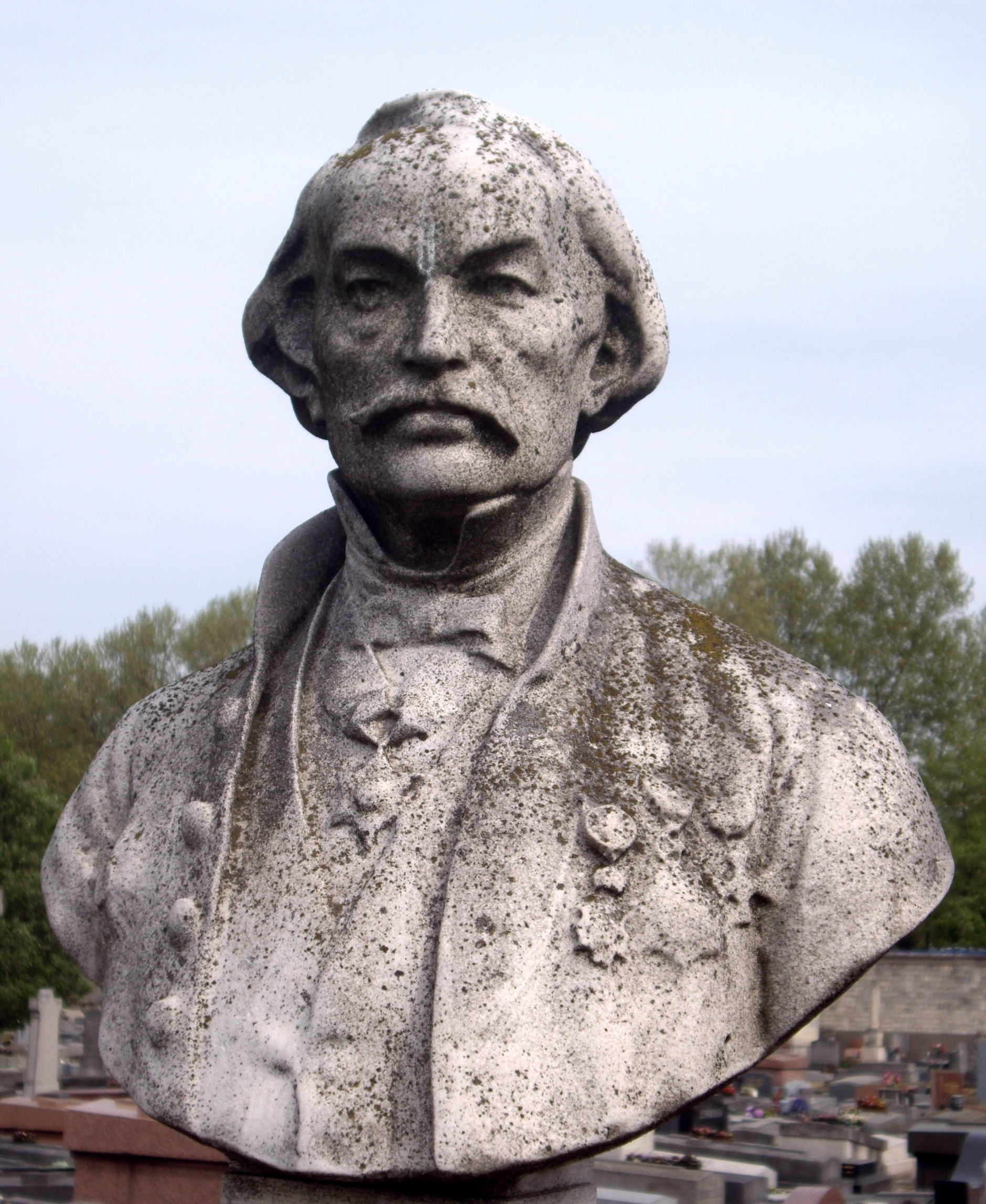
نمایی از سردیس آنا مرتا ویکتوریا استینیوی

آلبرت دو بیبرشتین کازیمیرسکی ‎(به لهستانی: Albert Kazimirski de Biberstein)‏ (۱۸۶۵–۱۷۸۰) خاورشناس اهل لهستان و ساکن فرانسه است. او فرهنگ بزرگی به دو زبان عربی و فرانسه تالیف کرد. وی همچنین قرآن را به زبان فرانسوی ترجمه کرد. کتاب فرهنگ عربی و فرانسه معروف به «دیکسیونر کازیمیرسکی» شهرت بسیاری دارد. کازیمیرسکی دیوان منوچهری دامغانی را با حواشی و آموزش‌هایی به زبان فرانسوی چاپ و در پاریس منتشر کرده‌است. این چاپ کازیمیرسکی که نخستین چاپ دیوان منوچهری بشمار می‌رود، این گوینده را به ایرانیان و خاورشناسان شناسانیده‌است.